# 为毛主席而战
《为毛主席而战——文革重庆大武斗实录》，何蜀著，2010年出版，主要講述重庆大武斗。

## 评论
- 徐友渔序：“值得一读的好书。作者以历史研究者的素养和功力，客观、冷静地叙述了以派性武斗为主要内容的重庆文革历程，提供了一幅生动、全面、可信的画卷；作者对于文革有亲身经历，能够轻易区分什么是宣传，什么是实质，能够在文革中喧嚣的官方宣传和派别组织宣传中把握运动进程、转折的真实意图和原因”，作者了解国内外文革研究动向，“视野开阔、论述中肯。”[1]
- 启之序：“通过对这些人物、事件的详实叙述与精辟分析，作者为文革的主体阶段（1966-1969）梳理出了一个不可动摇的逻辑链条。这个逻辑链条为我们揭示了毛泽东、武斗和造反派三者间的关系——毛泽东既是造反派的后台，又是造反派的杀手；既是武斗的支持者，又是武斗的终结者。”[2]
- 卢敏玲：“文革武斗研究的一部创新之作，也是文革史研究中第一部研究武斗的专著。作者以重庆大武斗为切入点，采用社会史与地方史的研究方法对重庆文革展开深入研究。作者以详实的史料，真实全面地再现了重庆大规模武斗的全貌，并揭示了群众派性组织随着政治形势的变化而不断分化重组的整个过程。本书的出版将丰富和加深我们对文革的整体认识，更为我们理解派性冲突提供了全新的视野和实证基础。”[3]
- 冉云飞：“一本真切研究文革的史学著作”。“书中运用了不少重庆文革亲历者的未刊口述实录，使得这本书与同类著述相比，有着相当的独特性。”[4]